# Malaquita
La malaquita és un mineral de la classe dels carbonats que forma part del grup de la rosasita. El terme malaquita deriva del mot grec malakhé, 'malva', en referència al color verd.

## Característiques
La malaquita està formada majoritàriament per coure 79,1%, seguit de diòxid de carboni amb un 19,9% i finalment, d'aigua amb un 8,2%. La seva duresa es troba entre 3,5 i 4 a l'escala de Mohs, i la seva densitat és de 3,9 a 4,1 g/cm3. La seva ratlla és de color verd clar. Cristal·litza en el sistema monoclínic, i la seva lluïssor és de caràcter sedós.
Segons la classificació de Nickel-Strunz pertany a «05.BA: Carbonats amb anions addicionals, sense H₂O, amb Cu, Co, Ni, Zn, Mg, Mn» juntament amb els següents minerals: atzurita, georgeïta, glaucosferita, kolwezita, mcguinnessita, nul·laginita, pokrovskita, rosasita, zincrosasita, txukanovita, auricalcita, hidrozincita, holdawayita, defernita, loseyita i sclarita.

## Formació i jaciments
Es troba a la zona oxidada superior dels jaciments de coure. Els jaciments més rellevants en el qual es pot trobar aquest mineral són: Colòmbia, el Congo, el nord d'Àfrica, Rússia, Hongria i els Estats Units. A Catalunya se'n pot trobar a Palamós, Darnius, Setcases, Castell-estaó, Prats de Molló, Montcada, Rocabruna i Aós de Civís, entre d'altres. Es troba associada a altres minerals, com tenorita, limonita, cuprita, crisocol·la, calcedònia, calcita, brochantita, atzurita, auricalcita i atacamita.

## Utilitats
La malaquita s'utilitza per a fabricar joies o elements de decoració. També, s'utilitza per crear pigments.